# Sigrid Poser
Sigrid Poser (* 19. August 1941 in Stuttgart als Sigrid Wahl; † 23. Juni 2004) war eine deutsche Neurologin und langjährig an der Georg-August-Universität Göttingen tätige Hochschullehrerin. Ihre Arbeits- und Forschungsschwerpunkte waren insbesondere die Multiple Sklerose und die Creutzfeldt-Jakob-Krankheit.

## Leben
Sigrid Wahl wuchs in Tübingen auf und legte ihr Abitur 1959 am dortigen Uhland-Gymnasium ab. Nach dem Medizinstudium in Tübingen, Erlangen, Hamburg, Wien und Göttingen wurde sie im Jahre 1967 von der Universität Göttingen zum Dr. med. promoviert. Nach einem klinischen Auslandsaufenthalt am Lawrence General Hospital in Massachusetts begann sie 1970 ihre Facharztweiterbildung in Nervenheilkunde als wissenschaftliche Assistentin an den Göttinger Universitätskliniken für Neurologie und Psychiatrie. Im selben Jahr heiratete sie den Pharmakologen Wolfgang Poser, die beiden gemeinsamen Kinder wurden 1975 und 1976 geboren.

## Wirken
Nach der Habilitation im Fach Neurologie 1975 erhielt Sigrid Poser im Jahre 1976 eine Stelle als Oberärztin an der Neurologischen Universitätsklinik in Göttingen. Es folgte 1978 die Ernennung zur außerplanmäßigen Professorin, 1980 schließlich Berufung zur C3-Professorin auf Lebenszeit und Stellvertreterin des Klinikdirektors Helmut Bauer, der einer ihrer klinischen und wissenschaftlichen Lehrer war. Bis zu ihrem Tod im Jahr 2004 lebte und arbeitete sie in Göttingen.
Sigrid Poser beschäftigte sich 30 Jahre lang klinisch (als leitende Oberärztin der Neurologischen Universitäts-Poliklinik) und wissenschaftlich mit dem Krankheitsbild der Multiplen Sklerose. Ihre Schwerpunkte waren die Epidemiologie in Deutschland, Therapiestudien mit neuen Medikamenten sowie die Unterstützung der Patientenberatung und -selbsthilfe.
In der zweiten Hälfte ihrer beruflichen Tätigkeit begründete sie die klinische Surveillance der Creutzfeldt-Jakob-Krankheit in Deutschland und leitete die Göttinger Prionforschungsgruppe (heute Nationales Referenzzentrum für die Surveillance Transmissibler Spongiformer Enzephalopathien). Sie wurde im Jahr 2001 pensioniert, setzte ihre wissenschaftliche Tätigkeit aber bis zu ihrem Tod fort.
Sigrid Poser war von 1997 bis 2004 außerordentliches Mitglied der Arzneimittelkommission der deutschen Ärzteschaft (AkdÄ).